# Meir Avizohar
Meir Avizohar (en hebreo: מאיר אביזוהר‎, Jerusalén, 27 de septiembre de 1923 – 31 de agosto de 2008) fue un político israelí que fue diputado en el Knesset entre 1969 y 1974.

## Biografía
Avizohar estudió en la Universidad Hebrea de Jerusalén y la Escuela de Economía de Londres. Fue miembro del movimiento juvenil del kibutz de HaMahanot HaOlim Hamadia, y se unió al partido Mapai en 1944.
En 1950, fue uno de los fundadores de Eilat. Entre 1952 y 1953, fue director del departamento Negev y Arava del Ministerio de Desarrollo. En 1961, fue miembro se convirtió en miembro del consejo editorial de Davar, en el que permaneció hasta 1965. Ese mismo año dejó Mapai y se unió al nuevo partido Rafi. Cuando Ben-Gurion dejó a Rafi para establecer la Lista Nacional, Avizohar le siguió y fue elegido para ser diputado del Knesset en la lista del nuevo partido en las elecciones parlamentarias de 1969. El 24 de abril de 1972 abandonó la Lista Nacional, sentándose como Independiente hasta unirse a la Alineamiento el 17 de julio de 1973. Perdió su escaño en las elecciones parlamentarias de 1973.
En 1970 comenzó como lector en la Universidad de Tel Aviv. Posteriormente fue lector sénior en la Universidad de Bar-Ilan en 1979, y dirigió el Instituto Ben-Gurion Heritage en Midreshet Ben-Gurion, donde participó en la publicación de las memorias y diarios de Ben-Gurion.